# Susie Atwood
Susanne „Susie“ Jean Atwood (* 5. Juni 1953 in Long Beach, Kalifornien) ist eine ehemalige Schwimmerin aus den Vereinigten Staaten. Sie gewann je eine olympische Silber- und Bronzemedaille sowie vier Silbermedaillen und eine Bronzemedaille bei Panamerikanischen Spielen.

## Karriere
Atwood begann im Alter von sieben Jahren mit dem Schwimmsport im Lakewood Aquatic Club in Long Beach. Bei den Olympischen Spielen 1968 in Mexiko-Stadt verpasste sie in 2:35,2 Minuten als Zehnte des Vorlaufs den Finaleinzug im 200-Meter-Rückenschwimmen. In den nächsten Jahren gewann Atwood insgesamt 23 Meistertitel der Amateur Athletic Union.
Bei den Panamerikanischen Spielen 1971 in Cali siegte auf beiden Rückendistanzen die Kanadierin Donna Gurr und Atwood erhielt jeweils die Silbermedaille. Ebenfalls Silber gewann Atwood im 200-Meter-Lagenschwimmen hinter der Kanadierin Leslie Cliff. Über 400 Meter Lagen siegte Cliff vor Cindy Plaisted aus den Vereinigten Staaten, Atwood erschwamm die Bronzemedaille. Ihre vierte Silbermedaille gewann Atwood mit der Lagenstaffel.
1972 bei den Olympischen Spielen in München fand zunächst der Wettbewerb über 100 Meter Rücken statt. Hier gewann Melissa Belote aus den Vereinigten Staaten vor der Ungarin Andrea Gyarmati. Atwood schlug 0,08 Sekunden hinter Gyarmati an und erhielt die Bronzemedaille. Am Tag nach dem Rückenfinale qualifizierten sich Susie Atwood, Judy Melick, Dana Shrader und Shirley Babashoff für das Finale. Im am gleichen Tag ausgetragenen Finale siegten Melissa Belote, Catherine Carr, Deena Deardurff und Sandy Neilson. Die im Vorlauf eingesetzten Schwimmerinnen erhielten nach den damals gültigen Regeln keine Medaille. Im 200-Meter-Rückenfinale schwamm Atwood wie im Vorlauf die zweitschnellste Zeit und erhielt die Silbermedaille hinter Melissa Belote und vor Donna Gurr.
Ihre letzte internationale Medaille gewann Susie Atwood 1973 bei der Universiade in Moskau. Dort siegte sie im 200-Meter-Lagenschwimmen. Atwood studierte zunächst am Long Beach City College und dann an der University of Hawaii. Ihren Abschluss als Sportlehrerin machte sie 1977 am Whittier College in Kalifornien. Danach war sie bis 1980 Trainerin an der Ohio State University. Später war sie Repräsentantin für den Schwimmausrüster Arena.
1992 wurde Atwood in die International Swimming Hall of Fame (ISHOF) aufgenommen.